# World of Goo
World of Goo é um jogo de puzzle de produção independente lançado para o Nintendo Wii e Windows pela 2D Boy, um estúdio independente fundado por Kyle Gabler e Ron Carmel. O jogo foi lançado para WiiWare e Windows na América em 13 de outubro de 2008. Também já foi lançado para iPad desde dezembro de 2010, vendendo 125 mil cópias. Desde Abril de 2011, também, existe uma versão para iPhone e iPod Touch.

## Jogabilidade
O objetivo do jogo é, manusendo os "goo", seres redondos, de atingir um tubo, que suga-os. Para isto, o jogador precisa criar várias construções com estas bolinhas, para chegar até o tubo. No jogo, rege as leis da Física. Ou seja, o jogador deve ser cauteloso para não deixar seus goo caírem. Como cada estágio possui uma quantia mínima de goo para serem sugados, o jogador deve tomar cuidado em cada goo que utiliza para fazer a plataforma, pois seu estoque dessas bolinhas é limitado.
O jogo possui 4 capítulos e 1 epílogo, com vários estágios. Nesses estágios, também existem algumas placas, com a escrita de um personagem estranho do jogo, conhecido como Sign Painter. Além destes capítulos e o epílogo, também existe o World of Goo Corporation, um estágio extra, onde todas os goo restantes do final de cada fase para. Neste local, o jogador pode montar qualquer estrutura que desejar. Também existe um sistema de ranking para as estruturas mais altas feitas com os goo.

## Desenvolvimento
Os desenvolvedores utilizaram muitas tecnologias de código aberto como Simple DirectMedia Layer e ODE para a simulação de física, irrKlang para o som e TinyXML para as configurações nos arquivos de animações. Subversion e Mantis Bug Tracker foram utilizados para a coordenação do trabalho. Seus desenvolvedores são ex-funcionários da Eletronic Arts.

## Recepção
Notas dadas ao jogo por sites e revistas especializadas.
- 1UP.com :A
- Eurogamer: 9 de 10
- IGN: 9.5/10
- Nintendo World Report: 10 de 10
- PC Gamer UK: 93%
- Metacritic: 94/100 (Wii) 91/100 (Windows)